# Industrial and Commercial Bank of China
Industrial and Commercial Bank of China, vaak afgekort tot ICBC, is de grootste Chinese bank. De Chinese staat heeft  70% van de aandelen in handen. 

## Activiteiten
De bank is officieel opgericht op 1 januari 1984. In 2005 werd het een Chinese naamloze vennootschap en op 27 oktober 2006 kreeg het een beursnotering op de effectenbeurs van Shanghai en op die van Hongkong. 
In 2014 was het bedrijf actief in 41 landen, maar het zwaartepunt van alle activiteiten ligt duidelijk op de binnenlandse markt. In 2020 telde het 440.000 werknemers, waarvan zo'n 16.000 buiten China.
De bank heeft meer dan 17.000 kantoren in China. De bank telt ruim acht miljoen bedrijven en instellingen als klant en 680 miljoen particulieren houden er een rekening aan. Het had in 2020 een balanstotaal van 33,3 biljoen Chinese yuans (circa US$ 4800 miljard).

### Nederland
Sinds 20 januari 2011 heeft deze bank een vestiging in Amsterdam en sinds 2015 in Rotterdam.

### Resultaten
ICBC is de grootste bank ter wereld en stond in 2020 op de 20e plaats in de Fortune Global 500 lijst van de grootste ondernemingen gemeten naar de omzet.
| Jaar | Balanstotaal | Nettowinst | Rentemarge | Werknemers (×1000) |
| ---- | ------------ | ---------- | ---------- | ------------------ |
| 2005 | 6.454        | 33,7       | —          | 361                |
| 2010 | 13.459       | 166,0      | 2,35%      | 397                |
| 2015 | 22.210       | 277,7      | 2,30%      | 466                |
| 2020 | 33.345       | 317,7      | 1,97%      | 440                |

## Geschiedenis
Het moderne bankwezen in China bestaat pas sinds 1984. Voor die tijd waren er alleen staatsbedrijven die vanuit de lokale, regionale of centrale overheid werden gefinancierd. Er kwam in dat jaar een centrale bank en er werden vier grootbanken opgericht, waarvan ICBC er een was. De bank kreeg als hoofdtaak de financiering van staatsbedrijven. De andere drie zijn de Agricultural Bank of China voor de financiering van de landbouw en het platteland, Bank of China voor de buitenlandse handel en handel in vreemde valuta en de China Construction Bank voor nieuwe investeringsprojecten. Deze vier banken tezamen hebben een bijzonder groot marktaandeel in de Chinese bankenmarkt. Alle vier zijn beursgenoteerd, maar de overheid heeft nog altijd de meerderheid van de aandelen in handen.
Twintig jaar later, in 2004, was de bank in feite failliet. Het had een negatief eigen vermogen van 536 miljard yuan en van een vijfde van de uitstaande leningen was het onzeker of deze ooit zouden worden terugbetaald. De bank werd gereorganiseerd en kreeg een financiële injectie van Central SAFE Investments Ltd, een aan de overheid gelieerde partij, van US$ 15 miljard. Verder werden leningen waarop helemaal geen rente of aflossingen werden verwacht en andere dubieuze leningen ter waarde van 700 miljard yuan aan andere partijen overdragen. Aan het einde van 2005 had ICBC weer een positief eigen vermogen van 253 miljard yuan en was het aandeel probleem leningen gedaald tot 4,7%. Op 28 oktober 2005 werd de bank een naamloze vennootschap met aandelen. Het Chinese ministerie van Financiën en Huijin hielden elk 50% van de aandelen van de bank op 31 december 2005.
Een jaar later, op 28 oktober 2006, kreeg de bank een beursnotering op de Hong Kong Stock Exchange en de Shanghai Stock Exchange. Er werden in totaal 55 miljard aandelen aangeboden, waarvan een herplaatsing van 8 miljard aandelen in staatshanden en de 47 miljard nieuwe aandelen voor de versterking van het vermogen van de bank. Met een opbrengst van 15 miljard euro was het de grootste beursgang ooit. Een halfjaar voor de beursgang, in april 2006, nam Goldman Sachs een belang van 4,9% in ICBC en betaalde hiervoor US$ 2,6 miljard. In een aantal transacties heeft Goldman het gehele belang verkocht. Inclusief de verkoop van de laatste ICBC aandelen in mei 2013 heeft Goldman in totaal US$ 10 miljard verdiend, dat is driemaal de initiële investering.

## Trivia
- In december 2018 werd voormalig Nederlandse bank directeur Nout Wellink commissaris bij de bank. In maart 2022 trad hij af vanwege de pro-Russische houding van de autoriteiten in China na de Russische invasie van Oekraïne in 2022.[8]